# Digna Luz Murillo
Digna Luz Murillo, född 22 maj 1981, är en friidrottare från Colombia. Hon deltog vid olympiska sommarspelen 2000 och olympiska sommarspelen 2004.